# Праздник фонарей
- О советском фильме 1980 года см. Праздник фонарей (фильм)

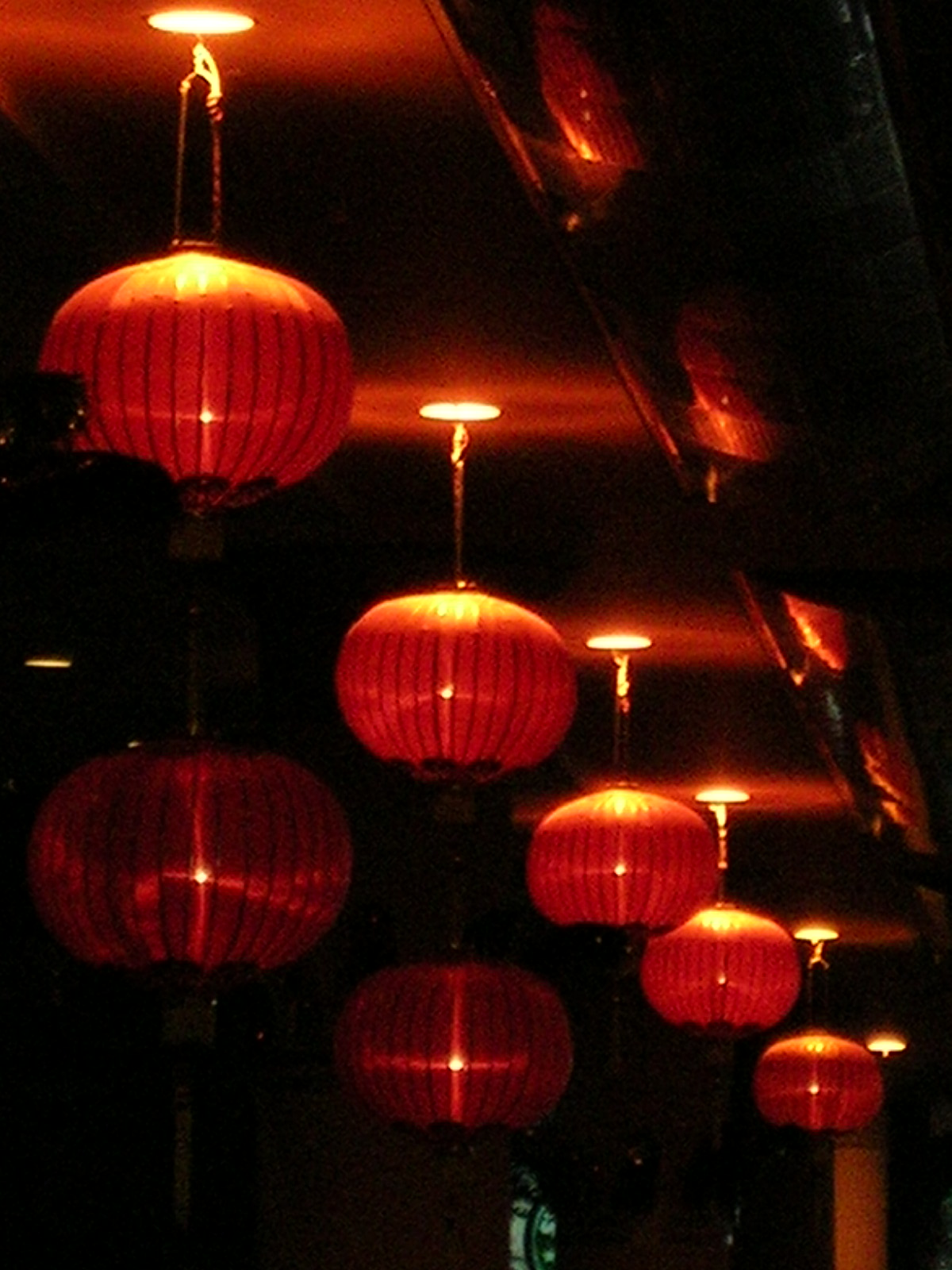
Горящие уличные фонари.

В 15-й день 1-го месяца по лунному календарю в Китае отмечают праздник фонарей (кит. трад. 元宵節, упр. 元宵节, пиньинь Yuánxiāojié, палл. Юаньсяоцзе), знаменующий собой окончание праздника Весны или традиционного Нового года.
Обычай зажигать в этот день красочные уличные фонари очень древний. По одним данным, праздник начали отмечать ещё за 180 лет до н. э. Согласно легенде, представитель династии Западная Хань по имени Вэньди был провозглашён императором именно в этот день. В честь этого он повелел везде развесить красные фонари, что переросло в традицию. В 104 году до н. э. праздник фонарей становится государственным. Очень ярко, в стихотворной форме, праздник фонарей описан в китайском классическом романе «Путешествие на Запад» (глава 91).
В этот день едят «юаньсяо» 元宵 (или «танъюань» 湯圓): суп со сладкими клёцками или специальные отварные «пирожные». Танъюань делаются в форме шариков или обычных пряников из рисовой муки со сладкой начинкой. В качестве начинки могут использоваться ягоды боярышника, финики, фасоль, кунжут, шоколад и т. д.
На Праздник фонарей также устраивают фольклорные представления: танец Янгэ, львиный танец и хождение на ходулях и т. д. Львиный танец исполняется также и в канун Нового года и в другие праздники.
Праздник фонарей приходится на следующие дни григорианского календаря:
| 2006       | 2007    | 2008       | 2009      | 2010       | 2011       | 2012      | 2013       | 2014       | 2015    | 2016       | 2017       | 2018    | 2019       | 2020      | 2021       | 2022       |
| ---------- | ------- | ---------- | --------- | ---------- | ---------- | --------- | ---------- | ---------- | ------- | ---------- | ---------- | ------- | ---------- | --------- | ---------- | ---------- |
| 12 февраля | 4 марта | 21 февраля | 9 февраля | 27 февраля | 17 февраля | 6 февраля | 24 февраля | 14 февраля | 5 марта | 22 февраля | 11 февраля | 2 марта | 19 февраля | 8 февраля | 26 февраля | 15 февраля |